# Militära grader i Royal Navy under andra världskriget
Militära grader i Royal Navy under andra världskriget visar den hierarkiska ordningen i Storbritanniens marin i jämförelse med motsvarande grader i den Kungliga svenska flottan under andra världskriget.

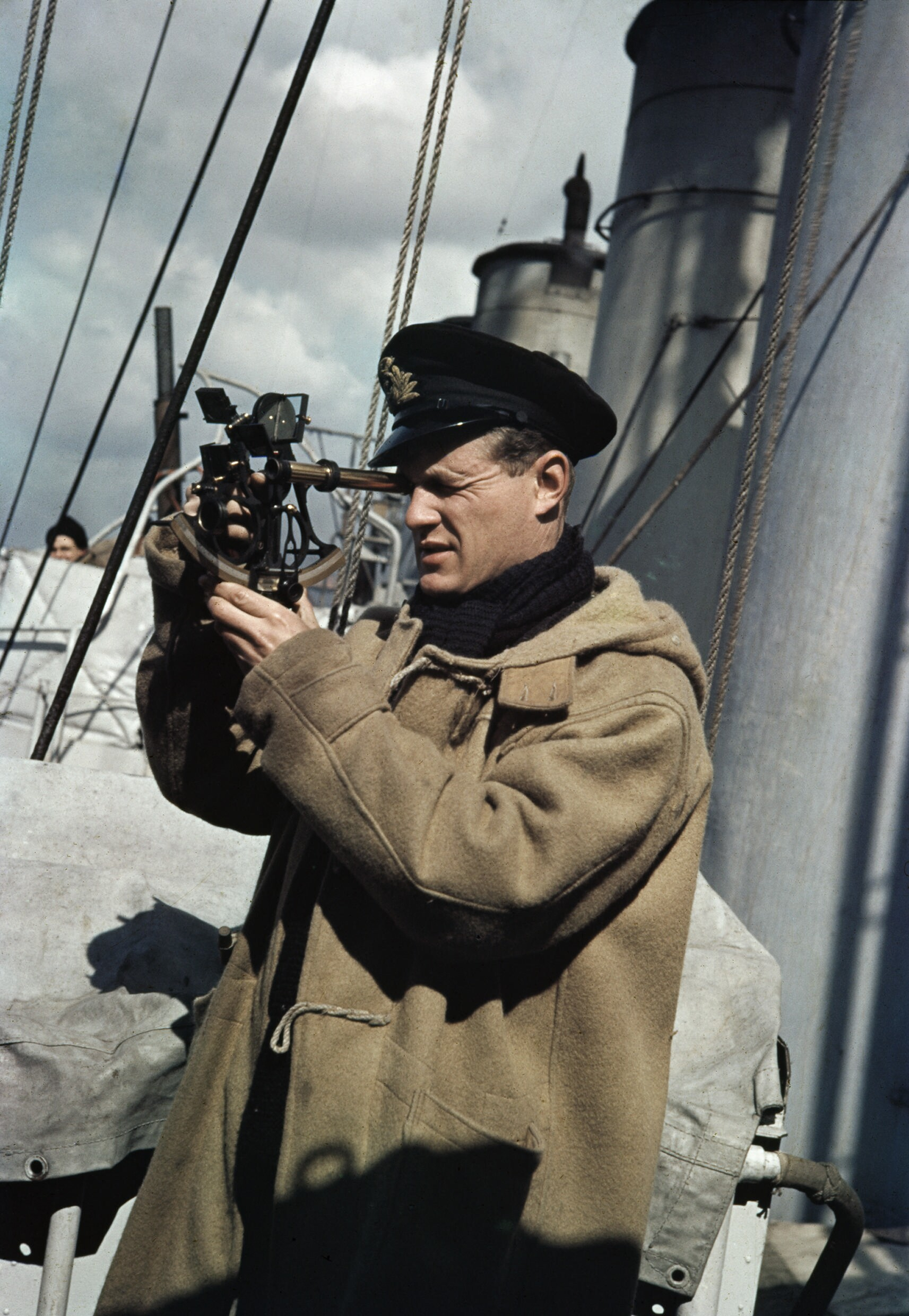
En brittisk sjöofficer 1942.

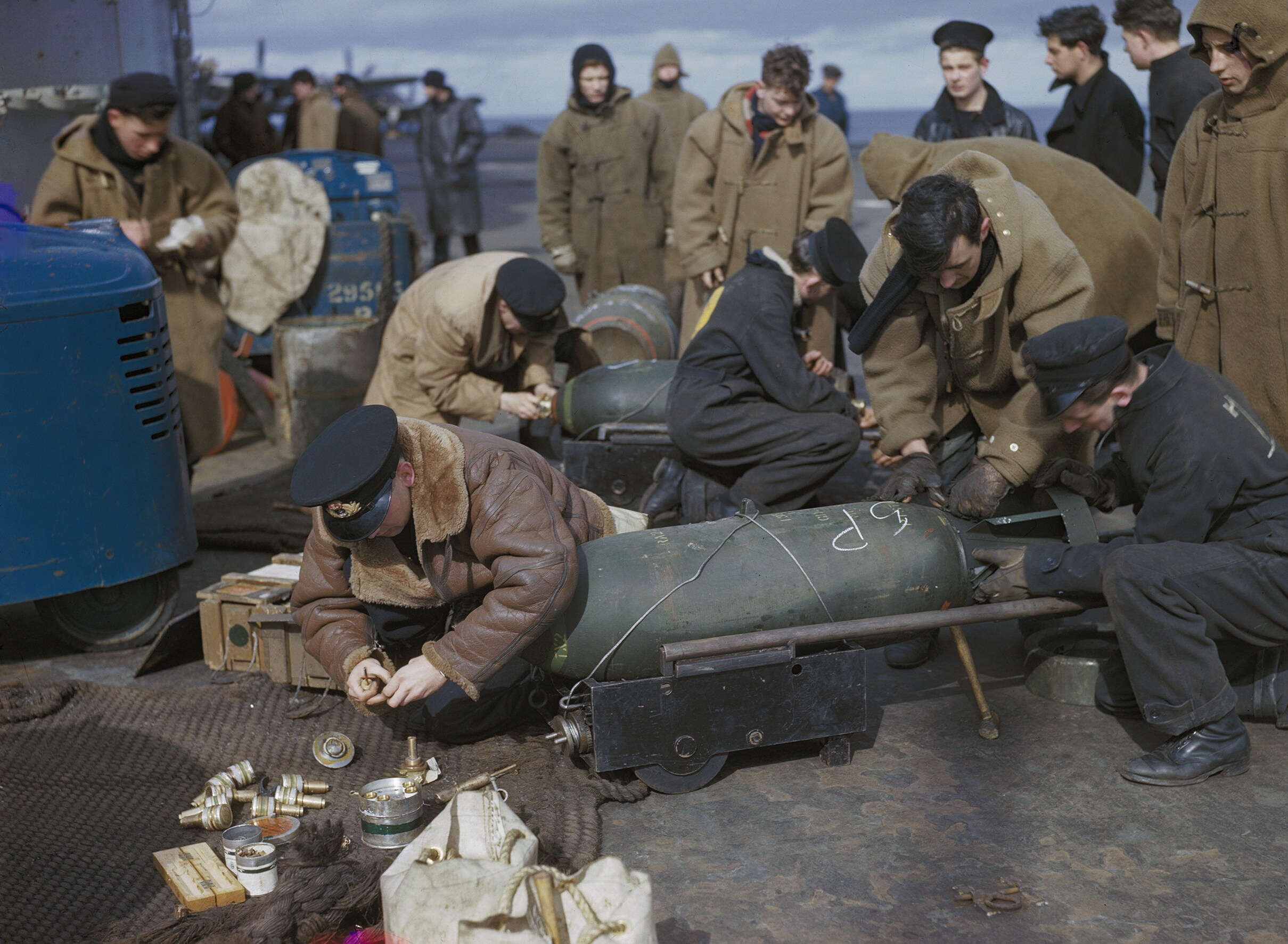
Personal från den brittiska marinens flygväsende armerar flygbomber ombord ett hangarfartyg.

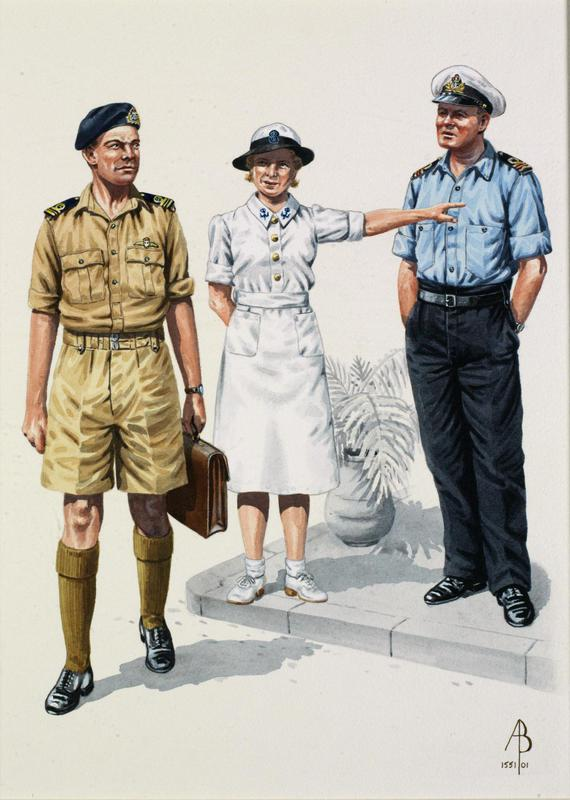
Uniformer i Stilla havs-området 1945: sjöofficer, marinlotta, marinläkare.

## Royal Navy

### Sjöofficerare
| Royal Navy            | Grad- beteckning | Kungliga svenska flottan motsvarande tjänstegrad | Anmärkningar |
| --------------------- | ---------------- | ------------------------------------------------ | --- |
| Admiral of the Fleet  |                  | saknade motsvarighet                             | |
| Admiral               |                  | Amiral                                           | |
| Vice Admiral          |                  | Viceamiral                                       | |
| Rear Admiral          |                  | Konteramiral                                     | |
| Commodore, 1st Class  |                  | saknade motsvarighet                             | Detta var en grad som enbart tillsattes med konstitutorial. Innehavaren av denna grad hade tjänsteställning över Captain men under Rear Admiral. Han var dock underordnad en Captain som hade längre anciennitet än honom. |
| Commodore, 2nd Class  |                  | Kommendör                                        | Detta var en grad som enbart tillsattes med konstitutorial. Innehavaren av denna grad hade tjänsteställning över Captain men under Rear Admiral. Han var dock underordnad en Captain som hade längre anciennitet än honom. Till skillnad från en Commodore 1st Class hade han inte någon fartygschef med Captains grad under sig. |
| Captain               |                  | Kommendör                                        | |
| Commander             |                  | Kommendörkapten av första graden                 | |
| Lieutenant-Commander  |                  | Kommendörkapten av andra graden                  | |
| Lieutenant            |                  | Kapten                                           | |
| Sub-Lieutenant        |                  | Löjtnant                                         | |
| Acting Sub-Lieutenant | Fänrik           |                                                  | |
| Midshipman            |                  | Flaggkadett                                      | Tjänsteställning under Warrant Officer men över Chief Petty Officer |
| Naval Cadet           |                  | Sjökadett                                        | |

1. ↑  Kommendör i lönegrad O 7 (Ob 21)

Källa:

### Sjöunderofficerare och officerare befordrade från underofficerskåren
Sjöunderofficerare tillhörde följande yrkesavdelningar och bar följande facktecken: 
- Gunner (artilleristyrman), Gunner (T) (torpedmästare), Boatswain (styrman), Signal Boatswain (signalstyrman),  Telegraphist (radiostyrman), Pilot (flygförare), Observer (flygspanare), Master-at-Arms (väbel), Photographer (fotograf), inget facktecken.
- Wardmaster (sjukvårdskonstapel), vinrött kläde mellan gradbeteckningsgalonerna.
- Writer (expeditionskonstapel), Supply Officer (förrådskonstapel), Cook (skeppskock), Steward (hovmästare), vitt kläde.
- Engineer (skeppsmaskinist), Mechanician (motormaskinist), Aircraft Officer (flygplansmästare),  Air Mechanic (färdmekaniker), violett kläde.
- Electrician (skeppselektriker), mörkgrönt kläde.
- Shipwright (kvartersmästare), silvergrått kläde.
- Ordnance Officer (rustmästare), mörkblått kläde.

| Royal Navy                                                                        | Gradbeteckning              | Kungliga svenska flottan motsvarande tjänstegrad | Anmärkningar |
| --------------------------------------------------------------------------------- | --------------------------- | ------------------------------------------------ | --- |
| Commander                                                                         |                             | Kommendörkapten av första graden                 | Endast artilleristyrmän, torpedmästare, styrmän, signalstyrmän, skeppsmaskinister, motormaskinister, kvartersmästare, elektriker, rustmästare, flygplanmästare och färdmekaniker. |
| Lieutenant-Commander                                                              |                             | Kommendörkapten av andra graden                  | Alla yrkesavdelningar utom hovmästare och fotograf. |
| Lieutenant                                                                        |                             | Kapten                                           | Alla yrkesavdelningar utom hovmästare och fotograf. |
| Commissioned Officer from Warrant Rank Tjänsteställning som Acting Sub-Lieutenant | En galon med ½ tums bredd   | Flaggunderofficer                                | Alla yrkesavdelningar |
| Warrant Officer Tjänsteställning över Midshipman                                  | En galon med 1/4 tums bredd | Underofficer av andra graden                     | Alla yrkesavdelningar |

Källa:
Specialbenämningar för underofficerare och officerare befordrade från underofficerskåren
| Inget facktecken | Vinrött                         | Vitt                                                                                   | Violett                                                                                                | Mörkgrönt Silvergrått Mörkblått                                                               |
| --- | ------------------------------- | -------------------------------------------------------------------------------------- | --- | --------------------------------------------------------------------------------------------- |
| Commander Signal Commander | -                               | -                                                                                      | Engineer Commander Commander (A)(E)                                                                    | Electrical Commander Shipwright Commander Ordnance Commander                                  |
| Lieutenant-Commander Signal Lieutenant-Commander Telegraphist Lieutenant-Commander Lieutenant-Commander (A) Lieutenant-Commander-at-Arms                                                                                  | Wardmaster Lieutenant-Commander | Paymaster Lieutenant-Commander                                                         | Engineer Lieutenant-Commander Lieutenant-Commander (A)(E)                                              | Electrical Lieutenant-Commander Shipwright Lieutenant-Commander Ordnance Lieutenant-Commander |
| Lieutenant Signal Lieutenant Telegraphist Lieutenant Lieutenant (A) Lieutenant-at-Arms | Wardmaster Lieutenant           | Paymaster Lieutenant                                                                   | Engineer Lieutenant Lieutenant (A)(E)                                                                  | Electrical Lieutenant Shipwright Lieutenant Ordnance Lieutenant                               |
| Commissioned Gunner Commissioned Gunner (T) Commissioned Boatswain Commissioned Signal Boatswain Commissioned Telegraphist Commissioned Pilot Commissioned Observer Commissioned Master-at-Arms Commissioned Photographer | Commissioned Wardmaster         | Commissioned Writer Commissioned Supply Officer Commissioned Cook Commissioned Steward | Commissioned Engineer Commissioned Mechanician Commissioned Aircraft Officer Commissioned Air Mechanic | Commissioned Electrician Commissioned Shipwright Commissioned Ordnance Officer                |
| Gunner Gunner (T) Boatswain Signal Boatswain Warrant Telegraphist Warrant Pilot Warrant Observer Warrant Master-at-Arms Warrant Photographer                                                                              | Warrant Wardmaster              | Warrant Writer Warrant Supply Officer Warrant Cook Warrant Steward                     | Warrant Engineer Warrant Mechanician Warrant Aircraft Officer Warrant Air Mechanic                     | Warrant Electrician Warrant Shipwright Warrant Ordnance Officer                               |

### Sjömanskåren

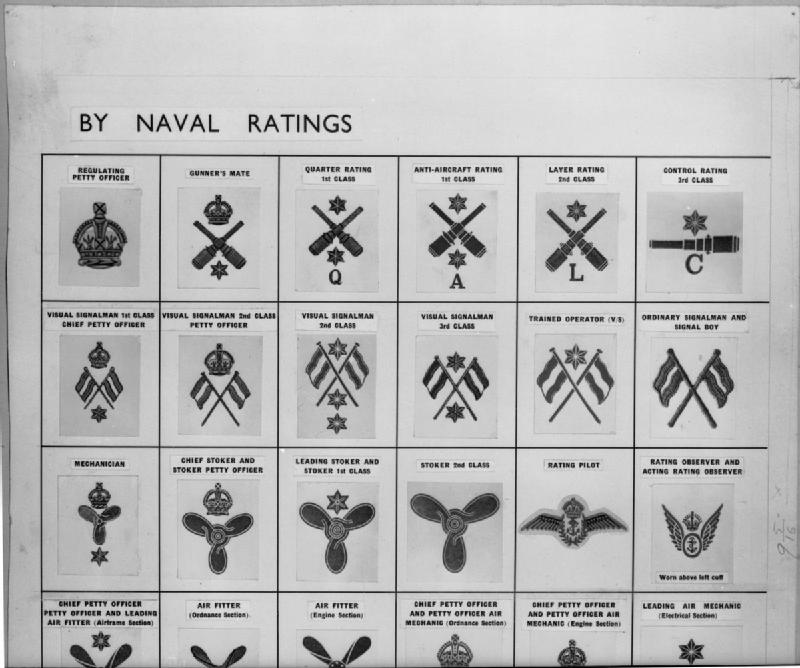
Exempel på yrkestecken för sjömän i Royal Navy.

Sjömanskåren tillhörde följande yrkesavdelningar: Seaman Branch (däcksmatros), Signal Branch (signalmatros), Wireless Telagraphy Branch (radiomatros), Flying Branch (flygförare, flygspanare, flygskytt), Air Mechanic Branch (färdmekaniker), Stoker Branch (eldare), Mechanician Branch (maskinmekaniker), Engine Room Artificer Branch (maskinhantverkare), Electrical Arificer Branch (elektriker),  Ordnance Artificer Branch (tyghantverkare), Air Artificer Branch (flyghantverkare), Air Rigger Branch (flygkroppsmekaniker), Air Fitter Branch (flygmotormekaniker), Shipwright Branch (skeppstimmerman), Blacksmith Branch (smed), Joiner Branch (snickare), Painter Branch (målare), Plumber Branch (rörmokare), Sick Berth Branch (sjukvårdare), Writer Branch (expeditionsbiträde), Supply Branch (förrådsman), Cook Branch (kock), Steward Branch (hovmästare). En del däcksmatroser kunde också specialisera sig som artillerimatroser, torpedmatroser, ubåtsjaktmatroser, gymnastikinstruktörer, ubåtsmatroser eller fotografer.
| # | Royal Navy          | Gradbeteckning | Kungliga svenska flottan motsvarande tjänstegrad | Anmärkningar |
| - | ------------------- | -------------- | ------------------------------------------------ | ------------ |
| 1 | Chief Petty Officer |                | Flaggkorpral                                     |              |
| 2 | Petty Officer       |                | Högbåtsman Furir                                 |              |
| 3 | Leading Rating      |                | Korpral                                          |              |
| 4 | Able Rating         |                | Sjöman av första klassen                         |              |
| 5 | Ordinary Rating     |                | Sjöman av andra klassen Sjöman av tredje klassen |              |
| 6 | Boy, 1st Class      |                | Skeppsgosse                                      |              |
| 7 | Boy, 2nd class      |                | Skeppsgosse                                      |              |

1. ↑  I rött till arbetsdräkt.

Källa:
Specialbenämningar för däcksmatroser, signalmatroser, radiomatroser, flygare och färdmekaniker
| # | Seaman Branch       | Signal Branch           | Wireless Telegraphy Branch       | Flying Branch              | Air Mechanic Branch              |
| - | ------------------- | ----------------------- | -------------------------------- | -------------------------- | -------------------------------- |
| 1 | Chief Petty Officer | Chief Yeoman of Signals | Chief Petty Officer Telegraphist | Chief Petty Officer Airman | Chief Petty Officer Air Mechanic |
| 2 | Petty Officer       | Yeoman of Signals       | Petty Officer Telegraphist       | Petty Officer Airman       | Petty Officer Air Mechanic       |
| 3 | Leading Seaman      | Leading Signalman       | Leading Telegraphist             | Leading Airman             | Leading Air Mechanic             |
| 4 | Able Seaman         | Signalman               | Telegraphist                     | Naval Airman, 1st Class    | Air Mechanic                     |
| 5 | Ordinary Seaman     | Ordinary Signalman      | Ordinary Telegraphist            | Naval Airman, 2nd Class    | Probationary Air Mechanic        |
| 6 | Boy, 1st Class      | Signal Boy              | Boy Telegraphist                 | -                          | -                                |
| 7 | Boy, 2nd class      | -                       | -                                | -                          | -                                |

Specialbenämningar för eldare, maskinmekaniker, hantverkare , flygmekaniker och skeppstimmermän
| # | Stoker Branch        | Mechanician Branch                                                               | Engine Room Artificer Branch Electrical Arificer Branch Ordnance Artificer Branch Air Artificer Branch               | Air Rigger Air Fitter                                         | Shipwright Branch |
| - | -------------------- | -------------------------------------------------------------------------------- | --- | ------------------------------------------------------------- | --- |
| 1 | Chief Stoker         | Chief Mechanician, 1st Class Chief Mechanician, 2nd Class Mechanician, 1st Class | Chief Artificer, 1st Class Chief Artificer, 2nd Class Artificer, 1st Class Artificer, 2nd Class Artificer, 3rd Class | Chief Petty Officer Air Fitter Chief Petty Officer Air Rigger | Chief Shipwright, 1st Class Chief Shipwright, 2nd Class Shipwright, 1st Class Shipwright, 2nd Class Shipwright, 3rd Class |
| 2 | Stoker Petty Officer | Mechanician, 2nd Class                                                           | Artificer 4th Class                                                                                                  | Petty Officer Air Fitter Petty Officer Air Rigger             | Shipwright 4th Class |
| 3 | Leading Stoker       | -                                                                                | Artificer 5th Class                                                                                                  | Leading Air Fitter Leading Air Rigger                         | Shipwright 5th Class |
| 4 | Stoker, 1st Class    | -                                                                                | - | Air Fitter Air Rigger                                         | - |
| 5 | Stoker, 2nd Class    | -                                                                                | - | -                                                             | - |
| 6 | -                    | -                                                                                | Artificer Apprentice                                                                                                 | Air Apprentice                                                | Naval Shipwright Apprentice                                                                                               |

Specialbenämningar för smeder, snickare, målare och rörmokare
| # | Blacksmith Branch                                                 | Joiner Branch                                         | Painter Branch                                           | Plumber Branch                                           |
| - | ----------------------------------------------------------------- | ----------------------------------------------------- | -------------------------------------------------------- | -------------------------------------------------------- |
| 1 | Chief Blacksmith                                                  | Chief Joiner                                          | Chief Painter                                            | Chief Plumber                                            |
| 2 | Blacksmith, 1st Class Blacksmith, 2nd Class Blacksmith, 3rd Class | Joiner, 1st Class Joiner, 2nd Class Joiner, 3rd Class | Painter, 1st Class Painter, 2nd Class Painter, 3rd Class | Plumber, 1st Class Plumber, 2nd Class Plumber, 3rd Class |
| 3 | Blacksmith 4th Class Blacksmith, 5th Class                        | Joiner, 4th Class Joiner, 5th Class                   | Painter, 4th Class Painter, 5th Class                    | Plumber, 4th Class Plumber, 5th Class                    |

### Mariningenjörer
Mariningenjörer bar som facktecken violett kläde mellan gradbeteckningsgalonerna.
| Engineer Officers (New Scheme) | Engineer Officers (Old Scheme) | Motsvarande grad i Mariningenjörskåren              |
| ------------------------------ | ------------------------------ | --------------------------------------------------- |
| Rear Admiral (E)               | Engineer Rear-Admiral          | Marinöverdirektör                                   |
| Captain (E)                    | Engineer Captain               | Marinöverdirektör                                   |
| Commander (E)                  | Engineer Commander             | Marindirektör av första graden                      |
| Lieutenant-Commander (E)       | Engineer Lieutenant-Commander  | Marindirektör av andra graden                       |
| Lieutenant (E)                 | -                              | Mariningenjör av första graden                      |
| Sub-Lieutenant (E)             | -                              | Mariningenjör av andra graden                       |
| Acting Sub-Lieutenant (E)      | -                              | Marinunderingenjör                                  |
| Midshipman (E)                 | -                              | Mariningenjörskadett med flaggkorprals tjänsteklass |
| Naval Cadet (E)                | -                              | Mariningenjörskadett med furirs tjänsteklass        |

Källa:

### Marinintendenter
Marinintendenter bar som facktecken vitt kläde mellan gradbeteckningsgalonerna.
| Accountant Officers             | Motsvarande grad i Marinintendenturkåren |
| ------------------------------- | ---------------------------------------- |
| Paymaster Rear-Admiral          | Konteramiral                             |
| Paymaster Captain               | Kommendör                                |
| Paymaster Commander             | Kommendörkapten av första graden         |
| Paymaster Lieutenant-Commander  | Kommendörkapten av andra graden          |
| Paymaster Lieutenant            | Kapten                                   |
| Paymaster Sub-Lieutenant        | Löjtnant                                 |
| Acting Paymaster Sub-Lieutenant | Fänrik                                   |
| Paymaster Midshipman            | Marinintendentskadett (flaggkadett)      |
| Naval Cadet (Accountant)        | Marinintendentskadett (furir)            |

Källa:

### Marinläkare och marintandläkare
Marinläkare bar som facktecken scharlakansrött och marintandläkare brandgult kläde mellan gradbeteckningsgalonerna.
| Medical Officers             | Dental Officers                  | Motsvarande grad i Marinläkarkåren |
| ---------------------------- | -------------------------------- | ---------------------------------- |
| Surgeon Rear Admiral         | -                                | Marinöverläkare                    |
| Surgeon Captain              | Surgeon Captain (D)              | Marinöverläkare                    |
| Surgeon Commander            | Surgeon Commander (D)            | Förste marinläkare                 |
| Surgeon Lieutenant-Commander | Surgeon Lieutenant-Commander (D) | Marinläkare av första graden       |
| Surgeon Lieutenant           | Surgeon Lieutenant (D)           | Marinläkare av andra graden        |

Källa:

### Marinlärare
Instruktionsofficerare och skollärare bar som facktecken blått kläde mellan gradbeteckningsgalonerna.
| Instruction Officers            | Schoolmasters                    | Tjänsteställning                             |
| ------------------------------- | -------------------------------- | -------------------------------------------- |
| Instructor Captain              | -                                | Captain, R.N.                                |
| Instructor Commander            | Headmaster Commander             | Commander, R.N.                              |
| Instructor Lieutenant-Commander | Headmaster Lieutenant-Commander  | Lieutenant-Commander, R.N.                   |
| Instructor Lieutenant           | Headmaster Lieutenant            | Lieutenant, R.N.                             |
| -                               | Senior Schoolmaster Schoolmaster | Commissioned Officer from Warrant Rank, R.N. |
| -                               | Schoolmaster                     | Warrant Officer, R.N.                        |

Källa:

### Kustsignalväsendet och kustradiostationerna
| Vederlike med                                 | Royal Naval Shore Signal Service | Royal Naval Shore Wireless Service |
| --------------------------------------------- | -------------------------------- | ---------------------------------- |
| Lieutenant, R.N.                              | Senior Chief Officer             | Senior Chief Officer               |
| Commissioned Officer, from Warrant rank, R.N. | Chief Officer                    | Chief Officer                      |
| Warrant Officer, R.N.                         | Chief Officer                    | Chief Officer                      |
| Petty Officer                                 | Petty Officer                    | Petty Officer Telegraphist         |
| Leading Rating                                | Signalman                        | Leading Telegraphist               |
| Able Rating                                   | -                                | Telegraphist                       |

1. ↑  Lika med men efter
2. ↑  Efter 2 ½ år i graden
3. ↑  Efter 6 år i graden

Källa: 

### Reservskeppare
| Tjänsteställning                                | Skeppare                         | Maskinister         |
| ----------------------------------------------- | -------------------------------- | ------------------- |
| Lieutenant-Commander,R.N.R.                     | Skipper Lieutenant-Commander     | -                   |
| Lieutenant, R.N.R.                              | Skipper Lieutenant               | -                   |
| Commissioned Officer, from Warrant rank, R.N.R. | Chief Skipper Boom Chief Skipper | Chief Boom Engineer |
| Warrant Officer, R.N.R.                         | Skipper Boom Skipper             | Boom Engineer       |

1. ↑  Införd 1944 för lieutenants med 8 års sammanlagd tjänstgöring på aktiv stat eller som mobiliserad.

Källa:   

### Kvinnlig personal
| Likställd med         | WRNS Women's Royal Naval Service | QARNNS Queen Alexandra's Royal Naval Nursing Service |
| --------------------- | -------------------------------- | ---------------------------------------------------- |
| Rear Admiral          | Commandant                       | -                                                    |
| Commodore 2nd Class   | Deputy Commandant                | Matron-in-Chief                                      |
| Captain               | Superintendent                   | -                                                    |
| Commander             | Chief Officer                    | Principal Matron                                     |
| Lieutenant-Commander  | First Officer                    | Matron Superintending Sister                         |
| Lieutenant            | Second Officer                   | Senior Nursing Sister Nursing Sister                 |
| Sub-Lieutenant        | Third Officer                    | -                                                    |
| Acting Sub-Lieutenant | Acting Third Officer             | -                                                    |
| Chief Petty Officer   | Chief Wren                       | -                                                    |
| Petty Officer         | Petty Officer Wren               | -                                                    |
| Leading Rating        | Leading Wren                     | -                                                    |
| Able Rating           | Wren                             | -                                                    |
| Ordinary Rating       | Ordinary Wren                    | -                                                    |

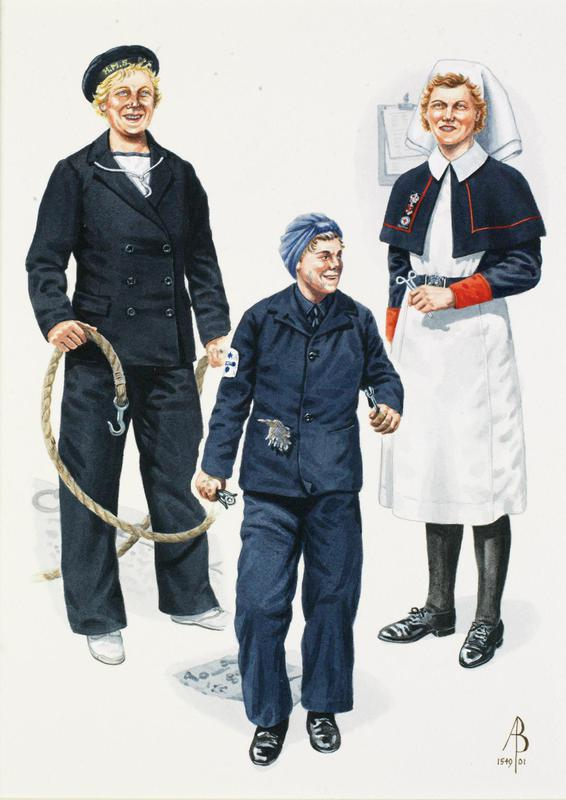
Wren, båtbesättning; Wren motormekaniker; sjuksköterska från QARNNS.

Kvinnliga marinläkare tillhörde marinläkarkårens reserv och bar WRNS-uniform men med samma tjänstetecken och gradbeteckningar som manlig personal.
Källor:   

## Royal Marines
| Royal Marines | Grad- beteckningar                     | Motsvarande grad i Royal Navy till sjöss | Motsvarande grad i brittiska armén till lands                                              |
| --- | -------------------------------------- | ---------------------------------------- | ------------------------------------------------------------------------------------------ |
| General |                                        | Admiral                                  | General                                                                                    |
| Lieutenant-General |                                        | Vice Admiral                             | Lieutenant-General                                                                         |
| Major-General |                                        | Rear Admiral                             | Major-General                                                                              |
| Brigadier Colonel Commandant |                                        | Commodore 1st Class Commodore 2nd Class  | Brigadier                                                                                  |
| Colonel 2nd Commandant Colonel |                                        | Captain                                  | Colonel                                                                                    |
| Lieutenant-Colonel Lieutenant-Colonel Quartermaster                                                                                            |                                        | Captain                                  | Lieutenant-Colonel                                                                         |
| Major Major Quartermaster |                                        | Commander                                | Major                                                                                      |
| Captain Captain Quartermaster Captain Chief Schoolmaster                                                                                       |                                        | Lieutenant-Commander                     | Captain                                                                                    |
| Captain |                                        | Lieutenant                               | Captain                                                                                    |
| Lieutenant Lieutenant Quartermaster Lieutenant Chief Schoolmaster                                                                              |                                        | Lieutenant                               | Lieutenant                                                                                 |
| Lieutenant Probationary Lieutenant |                                        | Sub-Lieutenant                           | Lieutenant                                                                                 |
| Second Lieutenant Probationary Second Lieutenant                                                                                               |                                        | Acting Sub-Lieutenant                    | Second Lieutenant                                                                          |
| Commissioned Royal Marine Gunner Commissioned Sergeant-Major Commissioned Superintending Clerk Commissioned Bandmaster Schoolmaster Headmaster | Commissioned Officer from Warrant Rank |                                          | Second Lieutenant                                                                          |
| Royal Marine Gunner Staff Sergeant-Major Superintending Clerk Bandmaster Schoolmaster                                                          | Bokstäverna W.O. inom en krans         | Warrant Officer                          | Lika med men över: Conductor RAOC, Master Gunner 1st Class, 1st Class Staff Serjeant-Major |
| Sergeant-Major |                                        | -                                        | övriga Warrant officers 1st Class                                                          |
| Staff Clerk Quartermaster-Sergeant Barrack Quartermaster Sergeant Company Sergeant-Major Armourer Quartermaster Sergeant                       |                                        | -                                        | Warrant Officer 2nd Class                                                                  |
| Colour Sergeant |                                        | Chief Petty Officer                      | Staff Sergeant                                                                             |
| Sergeant |                                        | Petty Officer                            | Sergeant                                                                                   |
| Corporal |                                        | Leading Rating                           | Corporal                                                                                   |
| Lance Corporal |                                        | -                                        | Lance Corporal                                                                             |
| Marine |                                        | Able Rating Ordinary Rating              | Private                                                                                    |

1. ↑  Med sex år i graden.
2. ↑  Med mindre än sex år i graden.
3. ↑  Med åtta år i graden.
4. ↑  Med fyra års tjänst som officer.

Källor: 

## Varvspolisen
Polisen vid de brittiska örlogsvarven utgjordes av Royal Marine Police, Royal Marine Police Special Reserve och Admiralty Civil Police. 
| Royal Marine Police      | Likställd med        | Admiralty Civil Police (från 1942) | Motsvarighet i Sverige enligt 1925 års polis- utrustningsreglemente | Motsvarighet i svenska marinens poliskår |
| ------------------------ | -------------------- | ---------------------------------- | ------------------------------------------------------------------- | ---------------------------------------- |
| Chief Constable          | Colonel, R.M.        | -                                  | Polismästare                                                        |                                          |
| Superintendent           | Major, R.M           | -                                  | Intendent                                                           |                                          |
| Chief Inspector          | Captain, R.M         | -                                  | Kommissarie                                                         |                                          |
| Sub-Divisional Inspector | Warrant Officer, R.M | -                                  | Biträdande kommissarie                                              | Poliskommissarie                         |
| Station Sergeant         |                      | Station Sergeant                   | Överkonstapel                                                       | Polisöverkonstapel                       |
| Sergeant                 |                      | Sergeant                           | Inspektionskonstapel                                                |                                          |
| Constable                |                      | Constable                          | Konstapel                                                           | Poliskonstapel                           |

1. ↑  Graden fanns inte i polisutrustningsreglementet men användes i vissa svenska poliskårer 1944.
2. ↑  Ny tjänstegrad 1942
3. ↑  Tidigare Senior Warder och Chief Warder
4. ↑  Tidigare Warder

Källa  

## Skeppsbyggare
Amiralitetets fartygskonstruktörer tillhörde en civil personalkår, Royal Corps of Naval Constructors. Under utbildningen var de uniformerade, men därefter arbetade de normalt i civila kläder. Vid tjänstgöring i militära staber eller ombord på flottans fartyg bar de dock uniform. Då tillades de också tjänstegrader efter tjänstebenämning och anciennitet vilka gjorde dem likställda med motsvarande grader i Royal Navy. Mellan gradbeteckningsgalonerna bars grått kläde som facktecken. 
| Tjänstebenämning                    | Motsvarande grad            |
| ----------------------------------- | --------------------------- |
| Chief Constructor                   | Constructor Captain, RCNC   |
| Senior Constructor                  | ?                           |
| Constructor                         | Constructor Commander, RCNC |
| Assistant Constructor, First Class  | ?                           |
| Assistant Constructor, Second Class | ?                           |

Källa    
Från 1943 inkallades varvsarbetare och varvstjänstemän till Royal Navy och kommenderades bland annat till Stilla Havet där de tjänstgjorde som vid flottans reparationsvarv. Varvsarbetarna tilldelades sjömanskåren i en grad som motsvarade deras civila yrke och varvstjänstemännen tillades tjänstegrader som konstruktionsofficerare enligt ovan.  

## Kustbevakningen
H.M. Coastguard ställdes 1940 under amiralitetets kontroll. 
| Coastguard Service                     | Vederlike med              |
| -------------------------------------- | -------------------------- |
| Chief Inspector                        | Captain, R.N.              |
| Deputy Chief Inspector                 | Captain, R.N.              |
| Inspector                              | Captain, R.N.              |
| District Officer                       | Lieutenant-Commander, R.N. |
| District Officer                       | Lieutenant, R.N.           |
| Station Officer                        | Chief Petty Officer        |
| Senior Coastguardman                   | Petty Officer              |
| Coastguardman                          | Leading Seaman             |
| Watcher (Auxiliary Coastguard Service) | Able Seaman                |

1. ↑  Lika med men efter
2. ↑  Med åtta år i graden

Källa: 

## Handelsflottan
Tjänsteställning för handelsflottans befäl och manskap
| Likställd med                    | Däcksavdelningen | Maskinavdelningen | Intendenturavdelningen                                                                                   |
| -------------------------------- | --- | --- | --- |
| Kommendörkapten av första graden | Befälhavare på fartyg över 10 000 brt | Maskinchef på fartyg över 10 000 brt | - |
| Kommendörkapten av andra graden  | Befälhavare på fartyg 2501-10 000 brt Förste styrman på fartyg över 10 000 brt Fartygsläkare på fartyg över 10 000 brt                                                                             | Maskinchef på fartyg 2 501-10 000 brt Andre maskinist på fartyg över 10 000 brt                                                              | Purser på flottans hjälpfartyg över 10 000 brt                                                           |
| Kapten                           | Befälhavare på fartyg under 2501 brt Förste styrman på fartyg 2501-10 000 brt Fartygsläkare på fartyg under 10 000 brt                                                                             | Maskinchef på fartyg under 2501 brt Andre maskinist på fartyg 2501-10 000 brt                                                                | Purser på övriga fartyg över 10 000 brt Förste biträdande purser på flottans hjälpfartyg över 10 000 brt |
| Löjtnant                         | Befälhavare på kustfartyg under 1001 brt Förste styrman på fartyg under 2501 brt Andre styrmanpå fartyg under 10 000 ton Tredje styrman Radiotelegrafist med mer än tre års tjänstgöring som sådan | Maskinchef på kustfartyg under 1001 brt Andre maskinist på fartyg under 2501 brt Tredje maskinistpå fartyg under 10 000 ton Fjärde maskinist | Purser på fartyg 2501-10 000 brt Chefstuert på passagerarfartyg över 10 000 brt                          |
| Fänrik                           | Styrman (utan styrmansbrev) på flottans hjälpfartyg | Maskinist (utan maskinistbrev) på flottans hjälpfartyg                                                                                       | - |
| Underofficer av andra graden     | Befälhavare (utan sjökaptensbrev) på kustfartyg under 501 brt Styrman på kustfartyg 501-1000 brt Radiotelegrafist med 1-3 års tjänstgöring som sådan                                               | Maskinchef (utan maskinchefsbrev) på kustfartyg under 1001 brt Maskinist på kustfartyg 501-1000 brt                                          | Purser på fartyg under 2501 brt Chefstuert på passagerarfartyg 2501-10 000 brt                           |
| Flaggkadett                      | Befälselev (flottans hjälpfartyg) med minst tre års tjänstgöring som sådan | Maskinelev (flottans hjälpfartyg) med minst tre års tjänstgöring som sådan                                                                   | - |
| Sjökadett                        | Befälselev (flottans hjälpfartyg) | Maskinelev (flottans hjälpfartyg) | - |
| Flaggkorpral                     | Styrman på kustfartyg under 500 brt Båtsman Timmerman Radiotelegrafist med mindre än ett års tjänstgöring som sådan Befälselev                                                                     | Maskinist på kustfartyg under 500 brt Maskinelev                                                                                             | Chefstuert (lastfartyg) Förste kock                                                                      |
| Furir                            | Underbåtsman Undertimmerman | Donkeyman | Andre stuert Kock                                                                                        |
| Korpral                          | Rorsman | Smörjare | Andre kock                                                                                               |
| Sjöman av första klassen         | Matros Lättmatros | Eldare | Kockbiträde Stuertbiträde                                                                                |

Källa:  

## Illustrationer

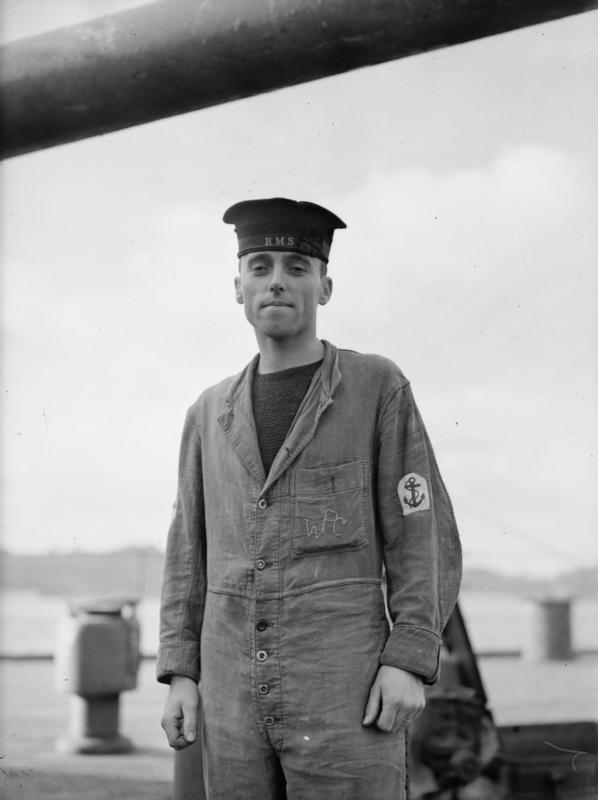
Leading Rating Korpral i arbetsdräkt, med gradbeteckningen i form av ett ankare på övre vänstra ärmen.
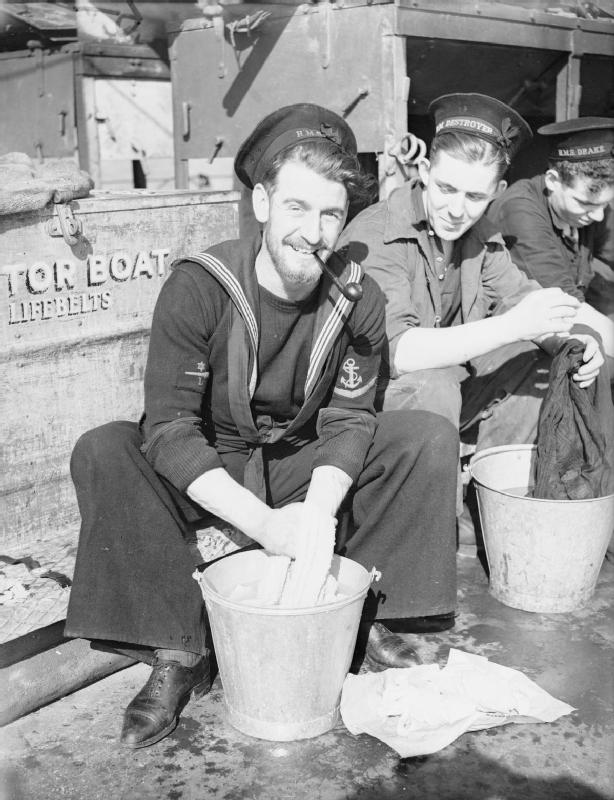
Leading Rating Korpral i daglig dräkt, med gradbeteckning på övre vänstra ärmen och yrkesbeteckning på övre högra. Under gradbeteckningen en chevron som betecknar fyra års oförvitlig tjänstgöring.
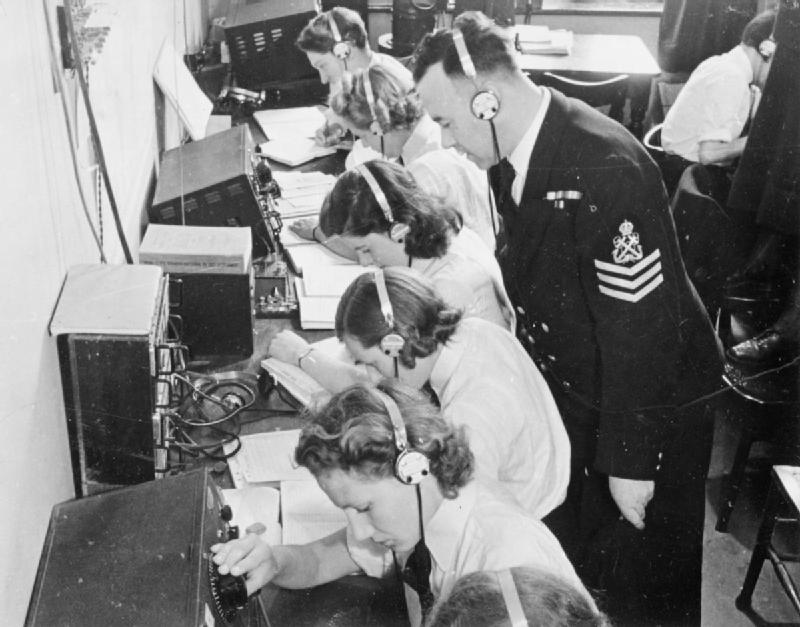
Petty Officer Högbåtsman i daglig dräkt, med gradbeteckning i form av två korsade ankare under en krona, därunder tre chevroner som betecknar 12 års oförvitlig tjänstgöring.
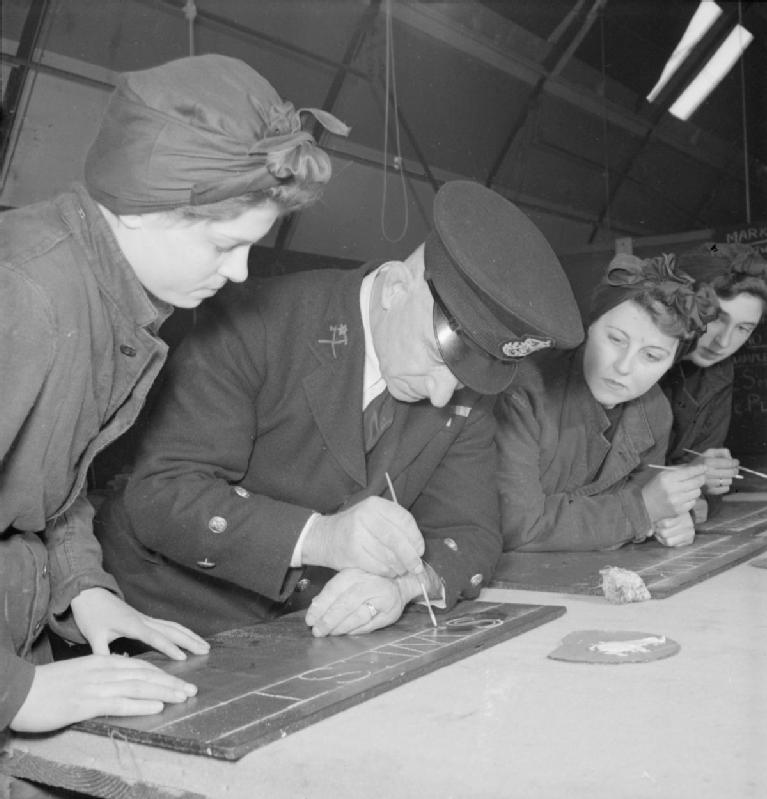
Chief Petty Officer Flaggkorpral med gradbeteckning i form av tre knappar på underärmen samt yrkesbeteckning på kragen.

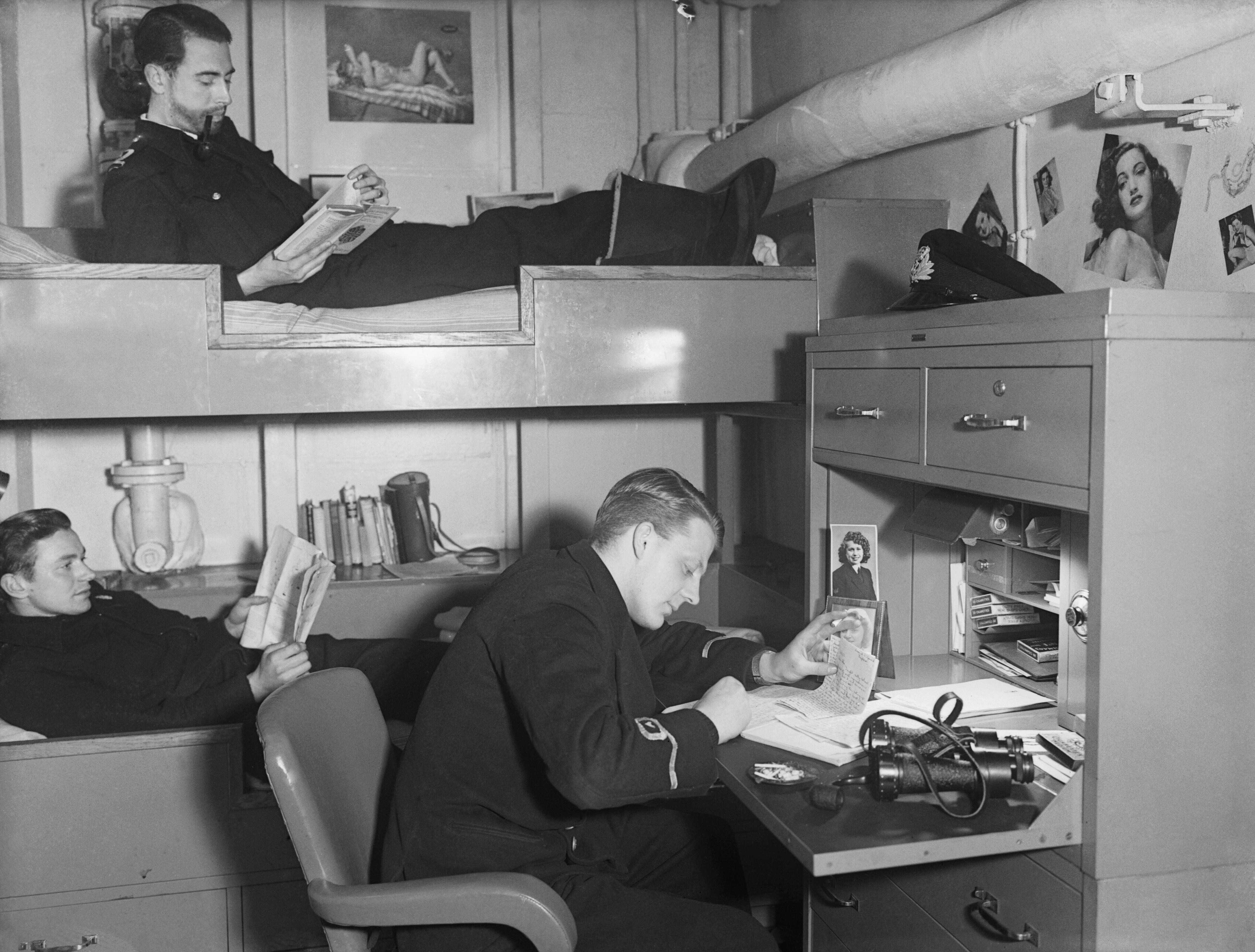
Air Branch Sjöofficer med ett "A" i gradbetecknings-galonen som betecknar tillhörighet till Fleet Air Arm (marinens flygväsende).
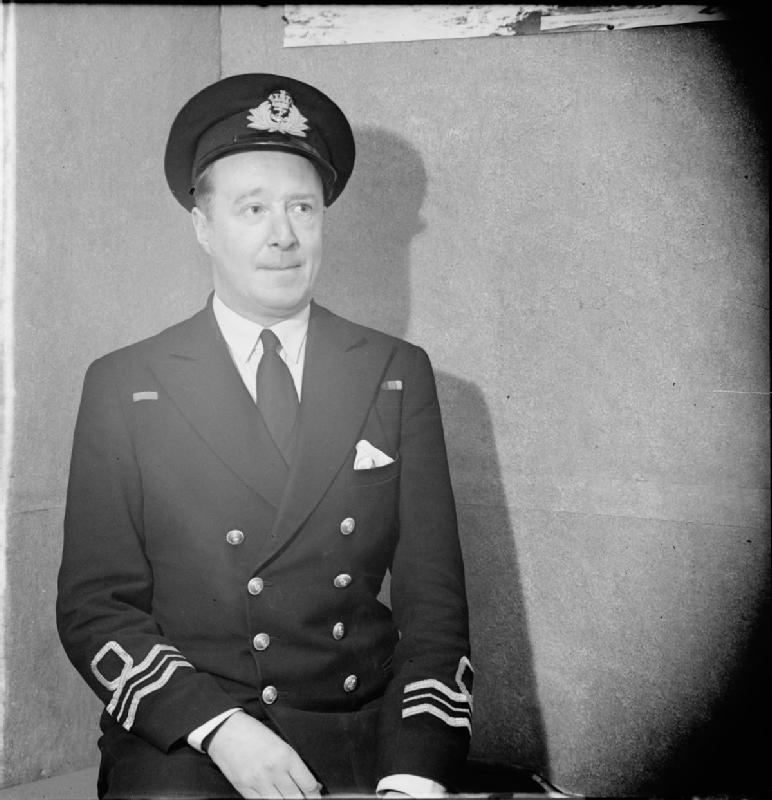
RNVR Sjöofficer med den vågiga galon som betecknar tillhörighet till Royal Naval Volunteer Reserve.
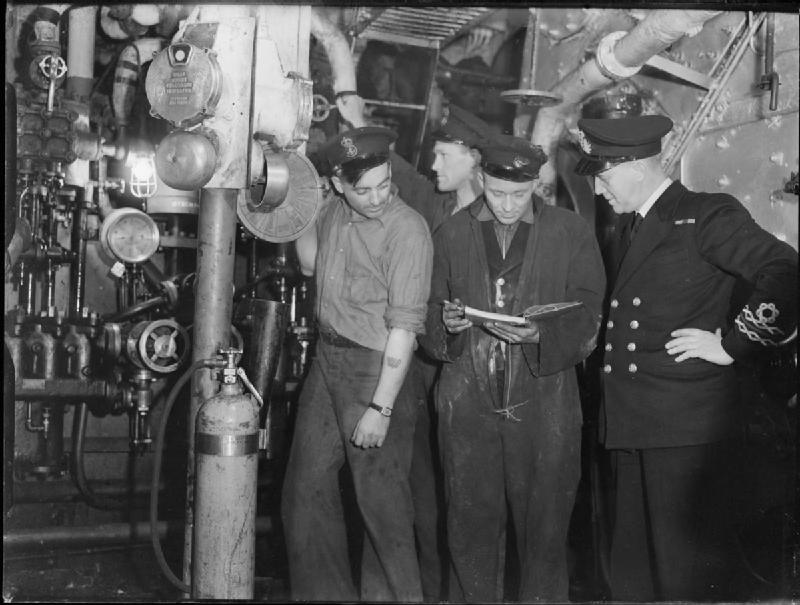
RNR Mariningenjör (längst till höger) med den kedjeformiga galon som betecknar tillhörighet till Royal Naval Reserve.

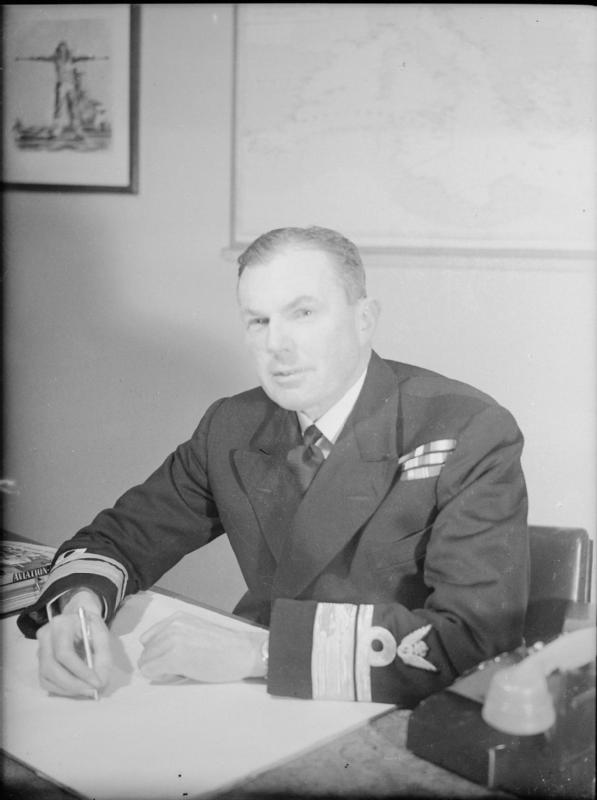
Qualified as observer. Amiral som bär facktecken för flygspanare ovanför den vänstra ärmens gradbetecknings-galoner.
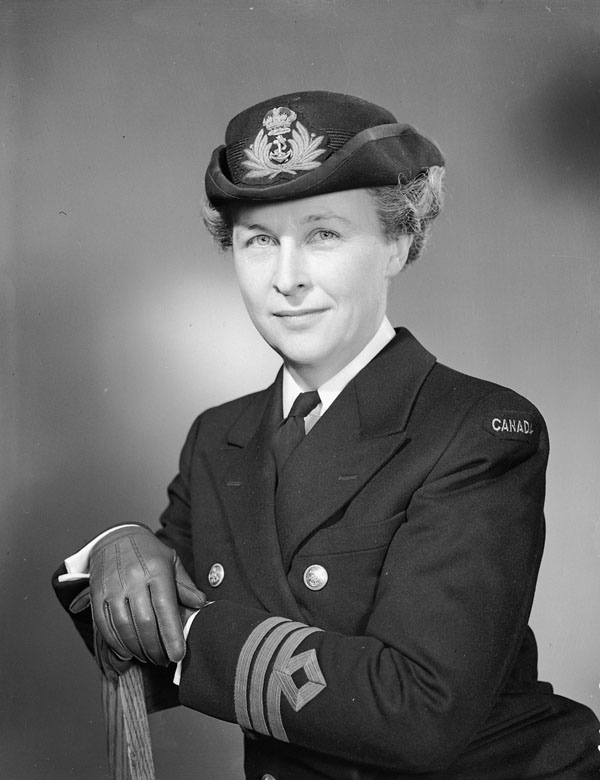
Chief Officer, WRNS Tjänstetecken och gradbeteckningar var i blått. Gradbetecknings-galonerna hade inte en ögla utan en romb.
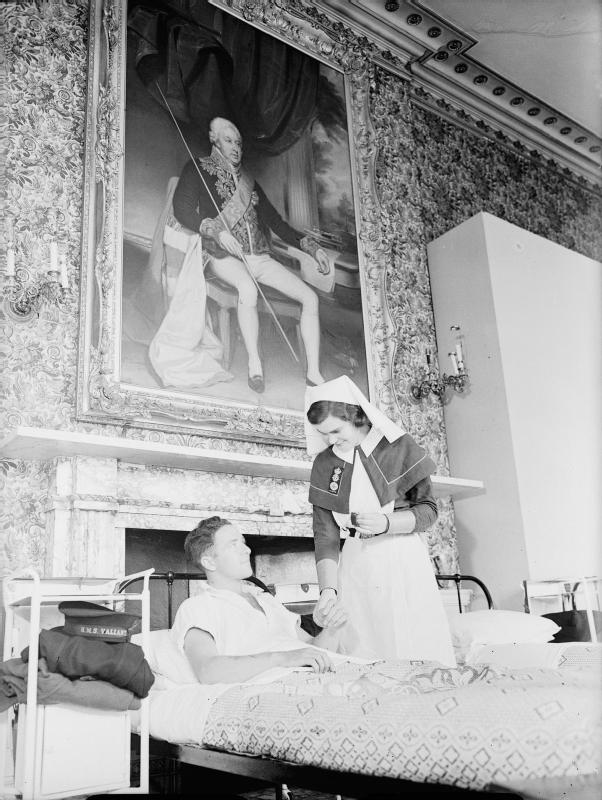
Senior Nursing Sister, QARNNS
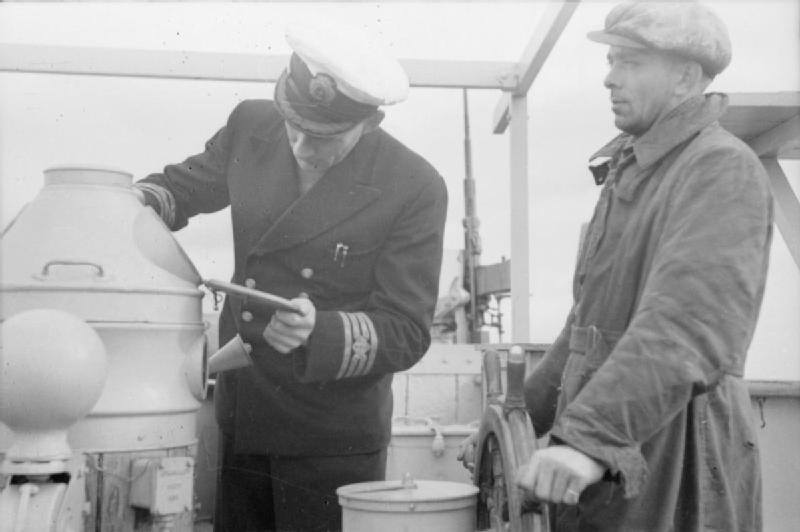
Master, Merchant Navy Fartygsbefälhavare i handelsflottans uniform och med dess gradbeteckningar (t.v.).

Källa: